# 丹古母鬼馬二
丹古母 鬼馬二（たんこぼ きばじ、1950年〈昭和25年〉1月4日 - ）は、日本の俳優・声優・タレント。本名は神田 満（かんだ みつる）。
広島県三原市出身。広島県立三原高校中退。現代制作舎に所属。
身長165cm、体重64kg（ピーク時は97kgあった）。現在は東京都練馬区に在住。

## 人物・経歴
高校中退後、会社勤務をしながら広島のアマチュア劇団「群星」に参加。19歳の時に上京。鉄工所などに勤務しながらアングラ劇団に参加し、その後にっかつロマンポルノや大作映画、特撮テレビ番組、テレビドラマ等、多くの作品のバイプレーヤーとして活躍。
1983年、八名信夫（主宰）、関山耕司、榎木兵衛、山本昌平、岩城力也等と、悪役俳優集団「悪役商会」の結成に参加しマスコミの話題を呼んだ。中核メンバーとして活躍したが、現在は脱退している。
2018年、『笑顔の向こうに』（2019年2月15日公開）で、第16回モナコ国際映画祭助演男優賞を受賞。
強烈な個性を放ち現在もドラマ・映画の他、バラエティ番組『痛快なりゆき番組 風雲!たけし城』（TBS）にレギュラー出演、ストロング金剛とともに名悪役ぶりを発揮した。また石ノ森章太郎作品にも多数出演している。
特技は殺陣、水泳、卓球、剣道、ゴルフ。
読売ジャイアンツのファンでもある。

### 逸話
日本一迫力のある芸名を持つ男と言われる。
名前の由来は上京して最初に入った劇団・シアター夜行館の座長・笹原茂朱が「俺の芸名、骸馬二（がい・うまじ）をやる」と言われ「馬二だけもらいます」と言い、以前口元に大きな犬歯が生え「鬼」と言われていたことから頭に「鬼」を付け「鬼馬二」とした。名字の「丹古母」は、その劇団が公演を行っていた新宿3丁目の喫茶店の名前が「コボタン」だったので、引っくり返して「タンコボ」とした。
当初はカタカナ表記としていたが、その後適当に漢字を当てた（「丹」の字は近くに伊勢丹があったから）。1回覚えてもらうと、まず忘れられることがない名前とのことで本人が得であると思っている反面、苗字と名をどこで区切っていいか分からないと言われるなど損なことも多いという。
かつて岩井半四郎から「キミキミ、君の名前は何だっけな」と言われたため「タンコボ・キバジです」と答えると、岩井から「あ、じゃあ2番目の娘（仁科亜季子）が正解だったな」と言われ、自分の名前がクイズにされていたとの逸話がある。またハナ肇からは「そんなに長い名前だと損するぞ。タンコでいい。タンコにしなさい」とよく言われ「本名だ」と嘘をつくと「そうだよなあ。こんな変わった芸名ないよな」と言われたとのことである。

## 出演

### テレビドラマ
- ケーキ屋ケンちゃん等のケンちゃんシリーズ 「ハタのおじさん」役（1972年、TBS）名はハタノゴロウ、ハタヘイタ役等で出演
- 特捜記者 犯罪を追え 第15話「愛の終る時」（1974年、KTV）
- 事件狩り 第6話「恋人たちに罠をかけろ!」（1974年、TBS）
- 太陽にほえろ!（NTV）
  - 第96話「ボスひとり行く」（1974年） - 竜神会組員 ※ノンクレジット
  - 第213話「正当防衛」（1976年） - 加藤
  - 第241話「脅迫」（1977年） - 証言をする浮浪者
  - 第272話「秘密」（1977年） - 浮浪者
  - 第535話「ボギーのいちばん長い日」（1982年） - スクラップ工場の男
  - 第602話「誰かが私を狙ってる」（1984年） - 松井大助
- 電撃!! ストラダ5 第8話「札束に手を出すな!」（1974年、NET） - 印刷工
- 白い牙 第21話「裸の値段」（1974年、NTV）
- 斬り抜ける 第1話「不義者俊平」（1974年、ABC） - 為五郎
- 破れ傘刀舟悪人狩り 第3話「八州狼狩り」（1974年、NET） - 茂十
- 大江戸捜査網（テレビ東京）
  - 第146話「渡る世間に鬼がいた」（1974年） - 伝吉
  - 第175話「音次郎撃たれる」（1975年） - 松坂の配下
  - 第222話「仕掛けられた前科者」（1975年） - 伝次
  - 第301話「壮烈! 首領、暁に死す」（1977年） - 才蔵
  - 第494話「海鳴りの里に泣く遊女」（1981年）
  - 第639話「振り袖 情炎ふたり旅」（1984年） - 勘助
  - 新 大江戸捜査網 第15話「決闘!会津急ぎ旅」（1984年） - 源造
  - 平成版 第1シリーズ 第20話「血欲にまみれた辻ヶ花染」（1991年） - 鬼熊
- プレイガールQ
  - 第15話「やわ肌はゲン生がお好き」（1975年） - 直
  - 第28話「仁義なき抗争」（1975年） - 有川
  - 第35話「可愛いあばずれ」（1975年） - 早坂
    - 第66話「人妻売春組織」（1976年）- 松本
- 剣と風と子守唄 第1話「ひとり戦争」（1975年、NTV） - 雲十郎
- 同心部屋御用帳 江戸の旋風 第38話「幼い疑惑」（1975年、CX）
- 伝七捕物帳 第88話「嘘から出た真実」- 三次
- 仮面ライダーストロンガー 第14話「謎の大幹部 シャドウの出現!」（1975年、MBS） - 凶悪殺人犯
- Gメンシリーズ（TBS）
  - Gメン'75
    - 第17話「死刑実験室」（1975年） - チンピラ
    - 第256話「死体と呼ばれた女刑事」（1980年） - 宇部勝弘
    - 第261話「初夏の彼女の部屋に忍ぶコソ泥」（1980年） - 城戸武彦
    - 第273話「怪談・死霊の棲む家」（1980年） - 岸本亀造
    - 第321話、第322話「キャンピングカーに乗った鬼婆PARTI、II」（1981年） - 赤間
    - 第332話「原宿・六本木の女を襲う男」（1981年） - 鬼沢平五郎

  - Gメン'82 第8話「ジングルベルに踊る死体」（1982年） - 亀山民造
- 俺たちの勲章 第18話「狂乱のロック」（1975年、NTV） - 誤認逮捕された男
- はぐれ刑事 第4話「密告」（1975年、NTV）
- 特別機動捜査隊 第738話「十字架を背う女」（1976年、NET）  - 中野鉄三
- 土曜ドラマ / 男たちの旅路 第1部 第3話「猟銃」（1976年、NHK）
- 大河ドラマ（NHK）
  - 風と雲と虹と（1976年） - 鮫
  - 軍師官兵衛 第49話「如水最後の勝負」（2014年） - 宗像鎮続
- ポーラテレビ小説 / 絹の家（1976年、TBS）
- 宇宙鉄人キョーダイン 第28話「にげろ! 空飛ぶ人喰いビルディング」（1976年、MBS） - 山田軍曹
- 日曜劇場 おかしな夫婦（1978年6月25日、HBC） - 貝原幸治
- 気まぐれ天使 第34話「オトコの約束」（1977年、NTV） - 丑之助
- 特捜最前線（ANB）
  - 第33話「虐殺・父に捧げる挽歌」（1977年）
  - 第198話「レイプ・似顔絵を描く女!」（1981年）
  - 第232話「脱走・水を飲む野獣!」（1981年）
- 華麗なる刑事 第30話「さらば英雄」（1977年、CX） - 剣崎の元仲間
- 新・座頭市 第2シリーズ 第11話「子別れ街道」（1978年、CX）
- 必殺シリーズ（ABC）
  - 江戸プロフェッショナル・必殺商売人 第8話「夢売ります手折れ花」（1978年） - まむしの六助
  - 必殺仕事人III
    - 第4話「火つけを見たのは二人のお加代」（1982年） - 寅造
    - 第23話「ギックリ腰で欠勤したのは主水」（1983年） - 茂助

  - 必殺仕事人V 第8話「加代、モグラ男夫婦にあてつけられる」（1985年） - 丸塚の留五郎
  - 必殺まっしぐら! 第12話「相手は江戸の大魔王」（1986年） - 小鉄
  - 必殺仕事人V・激闘編 第19話「主水、羊かんをノドにつめる」（1986年） - 助五郎
  - 必殺スペシャル・春一番 仕事人、京都へ行く 闇討人の謎の首領!（1989年） - 弥平次
  - 必殺仕事人2009 新春スペシャル（2009年、EX） - 銀五郎
- 大追跡（1978年、NTV）
  - 第7話「札束と赤いバラ」
  - 第19話「ご不要な亭主始末します」 - 横光
- 桃太郎侍（NTV）
  - 第78話「すずめの目明し志願」（1978年） - 霧切丸
  - 第178話「アバタもエクボ」（1980年） - 伝吉
- 江戸の渦潮 第7話「強く咲け! 花一輪」（1978年、CX）
- スパイダーマン 第17話「プロレスラー サムソンの涙」（1978年、12ch） - サムソン
- おやこ刑事（1979年、12ch） - 大仏刑事
- 探偵物語（NTV）
  - 第7話「裏街の女」（1979年） - ネズミ
  - 第24話「ダイヤモンド・パニック」（1980年） - 猿渡
- 西部警察（ANB）
  - 第34話「長野行特急列車」（1980年） - 岩下恒雄
  - 第80話「闇に響く銃声」（1981年） - 前島の仲間（ダンプ運転手）
- 少年ドラマシリーズ / ぼくとマリの時間旅行（1980年、NHK）
- 木曜ゴールデンドラマ / さすらいの甲子園（1980年、NTV）
- プロハンター 第13話「北々西に向かって走れ」（1981年、NTV）
- ロボット8ちゃん 第11話「シンセツ回路プレゼント作戦」（1981年、CX） - 熊五郎商会社長
- 噂の刑事トミーとマツ（TBS）
  - 第1シリーズ 第65話「しばしお別れ、トミマツ大サービス」（1981年）
  - 第2シリーズ（1982年）
    - 第9話「行けゆけ! 忍者トミコちゃん」 - 安川
    - 第34話「放火魔まて! トミー恐怖の綱わたり」 - 大熊二平
- 秘密のデカちゃん（1981年、TBS）
  - 第16話「ノラ猫もあっと驚く熱いチュウ」 - 夫婦喧嘩の夫
  - 第20話「何がなんでも! 猛烈女医の結婚宣言」 - 大熊虎吉
- 時代劇スペシャル / 佐武と市捕り物控「地獄の白狐」（1982年、フジテレビ）- 定吉
- 赤かぶ検事奮戦記III 第8話「罠にはまった文学やくざ」（1983年、ABC） - 仲山幸夫
- 柳生十兵衛あばれ旅 第12話「ああ花嫁狂想曲」（1983年、ANB） - 銀之助
- 眠狂四郎円月殺法 第9話「はぐれ三味線運命剣 -蒲原の巻-」（1983年、TX） - 丑松
- 眠狂四郎無頼控 第16話「怪奇! 妖刀に呪われた女」（1983年、NTV） - 富三郎
- 暴れん坊将軍シリーズ（ANB）
  - 暴れん坊将軍II 第11話「花散る里の夢見鳥」（1983年） - 五郎蔵
  - 暴れん坊将軍IV 第65話「さらば! 悪名の男」（1992年） - 虎松
- 銭形平次（CX / 東映） 第865話「大江戸銃撃戦」（1983年） - 甚八
- 遠山の金さん 第90話「哀愁の羽蝶蘭・消音銃の女!」（1984年、ANB / 東映） - 源太
- 星雲仮面マシンマン 第3話「アイドルをつぶせ」（1984年、NTV） - 大下源次郎
- 大奥 第46話「女盗賊の冒険」（1984年、KTV） - 九助 役
- あいつと俺 第11話「五千万円掠奪作戦 -横浜-」（1984年、TX） - 警備員 ※1980年製作
- 土曜グランド劇場 / 事件記者チャボ! 第13話「チャボが怒ったらこわいぞ…」（1984年、NTV） - 金次
- 流れ星佐吉 第10話「名裁き大逆転」（1984年、KTV）
- ビートたけしの学問ノススメ（1984年、TBS）
- 人妻捜査官 第10話「疑惑!? 新妻の影が消えた裏窓」（1984年、ABC）
- うちの子にかぎって… 第2期 第13話（1985年、TBS） - 白井鬼三郎
- 木曜ドラマストリート / 一日だけの殺し屋（1986年、CX）
- ザ・ハングマンV 第24話「ニャンニャン写真がライバル歌手を殺す!」（1986年、ABC） - 広瀬城介（芸能プロダクション社長）
- 一休さん・喝! 第1話「涙のウェディングベル・一休VS暴力団」（1986年、TX）
- セーラー服反逆同盟 第12話「落ちこぼれ名門高校（秘）作戦!」（1987年、NTV） - 立川正太郎
- TBS大型時代劇スペシャル / 太閤記（1987年、TBS）
- おもいっきり探偵団 覇悪怒組 第48話「田園調布博士の野望」（1987年、CX） - 田園調布博士
- 参上! 天空剣士 （1990年、） - 熊五郎
- 月影兵庫あばれ旅 第2シリーズ 第9話「野良犬の牙!」（1990年、） - 末永
- 幕府お耳役檜十三郎 第4話「生まれたままの悪女」（1991年、）
- 八百八町夢日記 第2シリーズ（NTV）
  - 第1話「偽りの花嫁」（1991年） - 朝吉
  - 第31話「女泥棒の悪い癖」（1992年） - 猫八
- 銭形平次（北大路欣也版）（CX）
  - 第1シリーズ 第17話「二度消えた千両箱」（1991年） - 勘次
  - 第2シリーズ 第8話「幻の二万両」（1992年） - 牢名主
  - 第5シリーズ 第5話「隠された真実」（1995年）
- 三匹が斬る! シリーズ（テレビ朝日）
  - また又・三匹が斬る! 第11話「名物は、女体の浮いた露天風呂」（1991年） - 河豚虎
  - 新・三匹が斬る!
    - 第1話「懸賞首、三つ揃って夢道中」（1992年） - 留三
    - 第19話「羽黒山、天狗も泣いた色と欲」（1993年） - 才蔵
- 有言実行三姉妹シュシュトリアン 第11話「なにか妖怪」（1993年、CX） - 妖怪つかい
- お助け同心が行く! 第8話「二度目の金蔵破り」（1993年、TX） - 野狐の才蔵
- 特捜ロボ ジャンパーソン 第16話「熱闘ど根性ロボ」（1993年、ANB） - R3号
- 鬼平犯科帳 第4シリーズ 第8話「鬼坊主の女」（1993年、CX） - 左官の政次郎
- 電光超人グリッドマン 第16話「一平、チビる!?」（1993年、TBS） - 鬼丸信三
- 月曜ドラマスペシャル（TBS）
  - 金田一耕助シリーズ 「獄門島」（1997年） - 竹蔵
  - 流れ星お銀!事件解決いたします 第2作（2001年） - 熊さん
- 天までとどけ（1998年 - 1999年、TBS） - 金子先生
  - 第7シリーズ（1998年）
  - 第8シリーズ（1999年）
- 虹色定期便（1998年 - 1999年、ETV）
- 中学生日記「ちょっと寄り道」（1999年6月20日、NHK名古屋）
- 火曜サスペンス劇場 / 警部補 佃次郎 第11作「かるはずみな言葉」（2000年、NTV） - 綿貫
- 女と愛とミステリー→水曜ミステリー9 / 不倫調査員・片山由美 第1作 - 第10作（2001年 - 2008年、テレビ東京） - 坂巻平太郎
- 松本清張ドラマスペシャル・黒の回廊（2004年、NTV）
- こちら本池上署（2004年、TBS） - 風見又三郎
- 金曜時代劇 / 御宿かわせみ 第二章（2004年、NHK）
- 水戸黄門（TBS）
  - 第35部 第2話「対決! 阿波踊り合戦 -徳島-」（2005年10月17日） - 赤熊の五郎蔵
  - 第37部 第12話「剣では得られぬ宝物 -十和田-」（2007年6月25日） - 丑松
  - 第38部 第11話「にわか侍一直線! -郡上八幡-」（2008年3月17日） - 山鬼の源蔵
  - 第39部 第19話「酔いどれ侍 奮い立て -松江-」（2009年3月2日） - 長兵衛
  - 第42部 第15話「内蔵助殿、助太刀致す -赤穂-」（2011年1月31日） - 権六
  - 水戸黄門 (BS-TBS版) 第4話「悪を糺した弥治郎こけし -白石-」（2017年10月4日） - 鍾馗の権兵ヱ
- 木曜時代劇 次郎長背負い富士 第7話「石松代参」（2006年、NHK）
- 愛の劇場 三代目のヨメ! 第7話（2008年、TBS）
- リーガル・ハイ 第9話、第10話（2012年、CX） - 郷田譲二
- 土曜ワイド劇場（EX）
  - 再捜査刑事・片岡悠介 第3作「ワイナリー連続殺人 赤い死体は甘く香る!!」（2012年） - 今村孝男
  - 再捜査刑事・片岡悠介 第7作「打ち上げ花火と同時に転落死!?」（2015年） - 森田
- ハンチョウ〜神南署安積班〜 第6シリーズ 第8話「容疑者は初恋のカレの母親!? 結城刑事号泣す」（2013年、TBS） - 斉藤
- 孤独のグルメ Season4 第9話（2014年9月3日、テレビ東京） - 野球場オヤジ 役
- 水曜ミステリー9 ソタイ 組織犯罪対策課（2014年11月12日、TX） - 張文国
- 三匹のおっさん2〜正義の味方、ふたたび!!〜 第5話（2015年、TX） - 鮫島
- 遺産相続弁護士 柿崎真一 Last Request 5（2016年、NTV） - 殿村

### 映画
- 現代好色伝 テロルの季節（1969年） ※「神田満」名義で出演
- 夜汽車の女（1972年） - 岡島
- (秘)極楽紅弁天（1973年） - 生駒の荒熊
- 砂の器（1974年）- 警察官役
- 壇の浦夜枕合戦記（1977年） - 伊勢の三郎
- 八甲田山（1977年） - 福沢鉄太郎
- 八つ墓村（1977年）
- 本番（1977年） - 藤井
- 野球狂の詩（1977年） - 力道玄馬
- ピンク・レディーの活動大写真（1978年） - 金庫破りの怪漢
- 事件（1978年） - 多田三郎
- 宇能鴻一郎の看護婦寮（1978年） - 山川社長
- 火の鳥（1978年）
- ダイナマイトどんどん（1978年） - 鬼熊
- 走れトマト にっぽん横断300キロ（1978年） - 榎本清
- 野性の証明（1978年）
- 快楽学園・禁じられた遊び （1980年）
- ええじゃないか（1981年） - ゴン
- 真夜中の招待状（1981年） - 病院の患者
- 宇能鴻一郎の人妻いじめ（1982年） - 阿寒八也
- 人形嫌い（1982年） - 労務者風の男
- 人生劇場（1983年） - 甚
- 美加マドカ 指を濡らす女（1984年） - 達夫
- 夜叉（1985年）
- ビー・バップ・ハイスクール 高校与太郎哀歌（1986年）
- おあずけ（1990年） - 教師 役
- 難波金融伝 ミナミの帝王 劇場版 IV 破産 - 乗っ取り（1994年、ケイエスエス）
- 十七歳（2002年） - 渡瀬源三
- 日野日出志のザ・ホラー怪奇劇場 〜第一夜〜 「怪奇!死人少女」（2004年） - 老人
- THE NEXT GENERATION -パトレイバー- Ep.5「大怪獣現わる 前編」、Ep.6「大怪獣現わる 後編」（2014年） - 遊覧船船長
- よしもと新喜劇映画商店街戦争〜SUCHICO〜（2017年） - 田島拓郎
- 恋のしずく（2018年） - 乃神和義
- 笑顔の向こうに（2019年、テンダープロ）

### Vシネマ
- くノ一忍法帖（1991年、キングレコード） - 般若寺風伯
- 悪役商会 狼たちの仁義（1991年）
- 銀玉命! 銀次郎（1993年 - 1994年、タキ・コーポレーションズ）
- 任侠株式会社 会社の作り方教えます（1994年）
- 難波金融伝・ミナミの帝王シリーズ（ケイエスエス）
  - 言われなき借金（1994年）
  - 絆 KIZUNA（2002年） - 藤本
- 実録・北九州ヤクザ戦争 侠嵐（2003年、GPミュージアム）
- 裏切りの仁義（2017年、オールイン エンタテインメント） - 啓仁会舎弟頭 倉石組組長 倉石健史

### PV
- クルクルミラクル/篠原ともえ（1996年）

### バラエティ
- 突然ガバチョ!
- お笑いマンガ道場
- 痛快なりゆき番組 風雲!たけし城（1986年 - 1989年） - ※第5回からストロング金剛の相棒として、上田馬之助に代わり悪魔の館に登場。しゃぐまをかぶり、銀色に紺色の衣装を着用して出演していた。
- UNNAN世界征服宣言 ※「1995人斬り」の刺客
- ぐるぐるナインティナイン ※コント「逆さ刑事」
- ドリフ大爆笑 ※コント「特急列車」乗客ヤクザ役（1985年）
- クイズ!脳ベルSHOW